# اللجنة الدولية لتصنيف الفيروسات
اللجنة الدولية لتصنيف الفيروسات هي لجنة مهتمة بتصنيف الفيروسات. تصنيفها معترف به في وسط علماء الفيروسات وهو يعتبر الإصدار الرسمي.
عند نشر تقريرها لعام 2005م صنفت اللجنة الدولية لتصنيف الفيروسات 2827 فيروس حتى الآن.

## تنظيمها
اللجنة الدولية لتصنيف الفيروسات هي جزء من قسم علم الفيروسات بالاتحاد الدولي للمجتمعات الميكروبيولوجية (IUMS).
اللجنة الدولية لتصنيف الفيروسات مكونة من مجلس تنفيدي والعديد من اللجان الفرعية، كل واحدة مختصة في صنف من الفيروسات على حسب الكائنات التي يصيبها:
- لافقاريات
- فقاريات
- بدائيات النوى
- نبات
- فطر

كل واحد من أفراد هذه اللجان الفرعية هو أخصائي في عائلة من الفيروسات.

## قاعدة بيانات اللجنة الدولية لتصنيف الفيروسات
هي قاعدة البيانات التي تحصي كل الفيروسات المصنفة من قبل اللجنة الدولية لتصنيف الفيروسات، تأسسة هذه القاعدة عام 1991م وهي مفتوحة لعامة الناس على الأنترنت.
خلال صيف 1987م بدء النقاش حول تأسيس قاعدة بيانات لإحصاء الفيروسات.
في مارس 1990م قرر الاعتماد على الخيارات التقنية للمشروع المكلف بإحصاء الفيروسات التي تصيب النباتات، هذا الأخير يستعمل صيغة الملف ل وت (لغة الوصف للتصنيف)
طورت في الأساس ب أستراليا في قلب الجامعة الوطنية الأسترالية بدعم من المؤسسة الوطنية للعلوم، الخوادم التي تضم قاعدة بيانات اللجنة الدولية لتصنيف الفيروسات حولت في أفريل 2001م إلى جامعة كولومبيا في نيويورك.

## وصلات خارجية
- موقع اللجنة الدولية لتصنيف الفيروسات
- منتدى اللجنة الدولية لتصنيف الفيروسات للنقاش والاقتراحات التصنيفية
- تاريخ اللجنة الدولية لتصنيف الفيروسات